# Чук і Гек (фільм)
«Чук і Гек» — радянський чорно-білий художній фільм, поставлений на Кіностудії ім. М. Горького в 1953 році режисером Іваном Лукинським за мотивами однойменного оповідання Аркадія Гайдара (1939).

## Сюжет
Юні москвичі, семирічний Чук і шестирічний Гек, одного разу взимку зібралися з матір'ю у неблизьку подорож — в тайгу до батька, який працює там в геолого-розвідувальної експедиції. Незадовго до від'їзду дівчина-листоноша принесла їм телеграму. В ході сварки хлопці випадково викинули телеграму, зміст якої не знали, у вікно, а сказати про це побоялись. І ось після приїзду на місце жінку і дітей ніхто не зустрів, а коли вони дісталися до селища, воно виявилося майже безлюдним…

## У ролях
- Юрій Чучунов —  Чук
- Андрій Чилікін —  Гек
- Віра Васильєва —  мати Чука і Гека
- Дмитро Павлов —  геолог Серьогін, батько Чука і Гека
- Микола Коміссаров —  сторож Петрович
- Михайло Трояновський —  ямщик
- Олександр Сашин-Нікольський —  листоноша  (немає в титрах)
- Катерина Савінова —  листоноша  (немає в титрах)
- Олександр Гречаний[ru] —  провідник у поїзді  (немає в титрах)
- Микола Свєтловідов —  попутник в поїзді  (немає в титрах)
- Марина Гаврилко —  попутник в поїзді  (немає в титрах)
- Віктор Авдюшко —  член геологорозвідувальної експедиції
- Борис Бітюков —  член геологорозвідувальної експедиції
- Олег Голубицький —  член геологорозвідувальної експедиції
- Раднер Муратов —  член геологорозвідувальної експедиції
- Іван Рижов —  член геологорозвідувальної експедиції  (немає в титрах)
- Микола Литвинов —  текст за кадром  (немає в титрах)

## Знімальна група
- Автор сценарію: Віктор Шкловський, за оповіданням Аркадія Гайдара
- Режисер-постановник: Іван Лукинський
- Оператор: Грайр Гарибян
- Композитор: Анатолій Лєпін